# Giovanni Meneguzzo
Giovanni Meneguzzo (Montecchio Maggiore, 1831 – Valdagno, 1912) è stato un paleontologo e guida alpina italiano.
Di umili origini, iniziò a lavorare come muratore in giovanissima età. L’impossibilità di accedere agli studi regolari, tuttavia, non gli impedì di dedicarsi con enorme passione alla geologia e alla paleontologia. A partire dalla metà del XIX Secolo, Meneguzzo riuscì ad affermarsi a livello internazionale non solo come raccoglitore di fossili e richiestissima guida alpina, ma anche come geologo: il suo studio stratigrafico sui monti vicentini (G. Meneguzzo, Stratigrafia della Provincia Vicentina in correlazione a quella del Veronese e del Trivigiano, Vicenza, Tipografia Burato, 1868) fu presentato in occasione della Terza Riunione Straordinaria della Società Italiana di Scienze Naturali. Purtroppo la sua fama declinò col passare degli anni, e con questa le fonti d’entrata economica: al punto che Meneguzzo trascorse l’ultimo periodo della sua vita in estrema povertà.